# Mir (sous-marin)
Pour les articles homonymes, voir Mir.

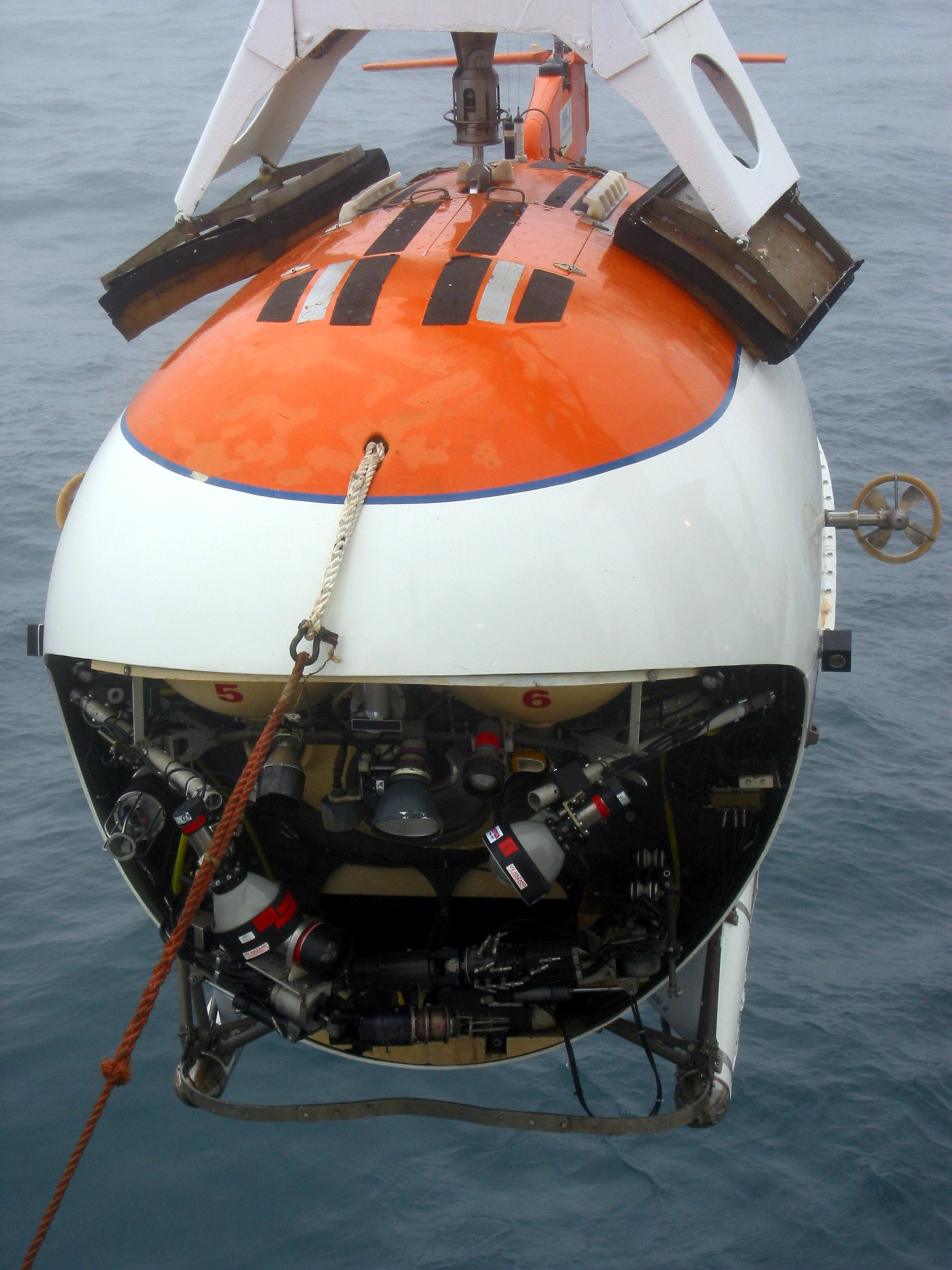
Sous-marin Mir

Mir est un type de sous-marin de poche autopropulsé russe pour la recherche océanographique en grande profondeur. Il en existe deux exemplaires, Mir 1 et Mir 2.

## Historique
Le projet a été initialement développé par l'Académie des sciences d'URSS avec le bureau d'études Lazurith, et deux engins furent commandés en Finlande. Le Mir 1 et le Mir 2, achevés en 1987, ont été construits par la société finlandaise Rauma Repola sous la direction technico-scientifique des savants et ingénieurs de l'Institut océanographique Shirshov.
La construction des deux Mir est un exemple type de la coopération technique et économique finno-soviétique durant la guerre froide. Le niveau de technologie transférée en Union soviétique inquiéta fortement les États-Unis et la société Rauma Repola fut discrètement menacée de sanctions économiques. De peur de perdre son très rentable marché de plateformes pétrolières off-shore, Rauma Repola céda et le développement de sous-marins cessa.
Le navire de 122 mètres duquel opèrent les deux sous-marins, l’Akademik Mstislav Keldych a aussi été construit en Finlande en 1981 à Rauma, aux chantiers navals de Hollming (maintenant Aker Finnyards).
Les engins sont conçus pour être utilisés pour des recherches scientifiques et des opérations de secours de sous-marins. Le navire support et centre d'opérations des 2 sous-marins est le navire de recherche Akademik Mstislav Keldych et leur exploitation ainsi que celle du navire est gérée par l'Académie russe des sciences. Leur port d'attache est situé à Kaliningrad.

## Caractéristiques techniques
Les Mir peuvent plonger à une profondeur maximale de 6 000 m. Seulement 4 autres sous-marins au monde peuvent dépasser les 3 000 m et 3 atteindre les 6 000 m : le sous-marin chinois Jiaolong, le sous-marin japonais Shinkai 6500 (6 500 m) et le sous-marin français Nautile (6 000 m)[Quand ?]. Plus de 98 % des fonds océaniques se situent à moins de 6 000 m de profondeur.
Le cockpit du Mir est une sphère de 5 cm d'épaisseur faite d'un mélange de nickel et d'acier, avec un diamètre intérieur de 2,1 m. La longueur totale du vaisseau est de 7,8 m pour un poids de 18,6 tonnes.
Les Mir peuvent embarquer trois personnes à leur bord.

## Missions notables

### Cinéma et télévision
Au milieu des années 1990 et au début des années 2000, les Mir sont utilisés par le producteur et réalisateur canadien James Cameron afin de filmer l'épave du Titanic, pour son film du même nom de 1997 et son documentaire Les Fantômes du Titanic de 2003, ainsi que celle du Bismarck, pour son documentaire Expedition: « Bismarck » de 2002.

### Pôle Nord
Dans le cadre d'une opération russe visant à démontrer que le fond sous-marin du pôle Nord fait partie du plateau continental sibérien et donc pour la Russie d'affirmer sa prédominance économique dans cette zone de l'Arctique, Mir-1 a planté le 9 août 2007, un drapeau en titane sur le fond marin, à la verticale du pôle Nord par 4 261 m de profondeur.

### Lac Baïkal
En 2008, à l'occasion d'une campagne destinée à analyser l'écosystème du lac Baïkal, les sous-marins échouent à battre le record de plongée en eaux douces. L'expédition prévoit de réaliser des prélèvements durant les plongées pour détecter d'éventuelles présence de gaz ou de pétrole, ou détecter des espèces inconnues.
Le 1er août 2009, Vladimir Poutine, alors Premier ministre, a également plongé à bord du Mir-1 dans le lac Baïkal.

### Lac Léman
En 2011, les sous-marins Mir effectuent plusieurs dizaines de plongées d'explorations dans le Léman. Au cours de ces missions, une épave inconnue a été découverte, et différentes analyses scientifiques ont été menées (mesures de CO2 et de méthane, observation de microflore et microfaune).